# Nazario Moreno González
Nazario Moreno González (8 mars 1970 - 9 mars 2014), surnommé « El Chayo »,  est un baron de la drogue mexicain et meneur spirituel de La Familia Michoacana, puis du Cartel des chevaliers templiers, deux cartels de drogue basés dans l'État du Michoacán. Bien qu'il soit né à Michoacán, Moreno González immigre aux États-Unis lorsqu'il est adolescent et revient au Mexique une décennie plus tard pour éviter des accusations de trafic de stupéfiants portées contre lui. Présumé mort en 2010, il est en réalité abattu par la police en 2014.

## Biographie

### Jeunesse
Moreno González est né dans la zone rurale de Guanajuatillo à Apatzingán (Michoacán), le 8 mars 1970. Durant son adolescence pendant les années 1980, Moreno González immigre illégalement aux États-Unis et s'installe en Californie, où il vend de la marijuana,.
Après quelques années passées en Californie, il part vers le Texas et est appréhendé en 1994 pour trafic de stupéfiants à McAllen (Texas). Presque une décennie plus tard en 2003, Moreno González retourne au Mexique,.

### Crime organisé
En 2004, le patron de la drogue Carlos Rosales Mendoza (en) est capturé, et Moreno González prend le contrôle de La Familia Michoacana aux côtés de José de Jesús Méndez Vargas. Contrairement aux autres cartels de drogues mexicains, l'organisation de Moreno González opérait également en tant que culte religieux.
Bien qu'il ait grandi dans le catholicisme, Moreno González se reconvertit en témoin de Jéhovah durant son séjour aux États-Unis,. Cette conversion marque profondément sa philosophie et son style de leadership dans le monde du crime organisé. À Apatzingán, Moreno González prie pour les plus démunis et a en permanence une bible à portée de main. Il gagne plus tard la confiance des résidents et certains le voient comme un « messie ».
Il forme par la suite le cartel de La Familia Michoacana, auquel il donne une dimension religieuse qui l'apparente à une secte. Le groupe revendique être guidé par la « volonté divine » et interdit à ses membres de consommer de la drogue. En 2006, La Familia met fin à ses relations avec le Cartel du Golfe et Los Zetas. En 2010, les autorités mexicaines annoncent à tort avoir abattu Moreno González lors d'une fusillade dans le village d'El Alcalde, où il distribuait des cadeaux de Noël aux habitants,.
Quand est fondé le Cartel des Chevaliers templiers, en 2011, il en prend la tête, alors qu'il est présumé mort par les autorités. Il reproduit, chez les Templiers, un code de conduite hérité de celui qu'il avait institué au sein de La Familia. Certains narcotrafiquants lui vouent même un culte, le désignant comme un saint, lui adressant de prières et lui élevant des autels.
Il est finalement tué le 9 mars 2014, lors d'un affrontement dans sa ville natale d'Apatzingán, Michoacán. À sa mort, la preuve est faite que, contrairement à ce qu'affirmaient les autorités, il avait survécu en 2010 et dirigeait bien les Templiers.